# Склоди-Пшируси
Склоди-Пшируси (пол. Skłody-Przyrusy) — село в Польщі, у гміні Нові Пекути Високомазовецького повіту Підляського воєводства.
Населення — 55 осіб (2011).
У 1975-1998 роках село належало до Ломжинського воєводства.

## Демографія
Демографічна структура станом на 31 березня 2011 року:
|          | Загалом | Допрацездатний вік | Працездатний вік | Постпрацездатний вік |
| -------- | ------- | ------------------ | ---------------- | -------------------- |
| Чоловіки | 33      | 3                  | 23               | 7                    |
| Жінки    | 22      | 3                  | 10               | 9                    |
| Разом    | 55      | 6                  | 33               | 16                   |